# Лін Вейнін
Лін Вейнін (15 березня 1979) — китайська важкоатлетка.
Олімпійська чемпіонка 2000 року в категорії 69 кг.